# Escuela de Recife
La denominada escuela de Recife fue un movimiento de carácter sociológico, filosófico y cultural desarrollado en la ciudad de Recife, Brasil. La misma tuvo actividad entre 1870 y 1945. La Escuela de Recife, cuyos líderes constituyeron la denominada Generación de 1871 contribuyó a definir la intelectualidad brasilera en temas de sociología, antropología, crítica literaria y estética. Además de Recife la escuela de pensamiento contó con participantes de Sergipe, y Río de Janeiro.
El iniciador de la escuela de Recife fue Tobías Barreto, su tarea fue continuada por José da Pereira Graça Aranha, y eruditos tales como Artur Orlando, Clóvis Breviláqua, Sílvio Romero y Virgílio de Sá Pereira. 

## Línea de pensamiento
La filosofía de Kant con su visión crítica del positivismo clásico fue el principal aliciente al surgimiento de la escuela de Recife. Desde esta corriente de pensamiento se propugnó un análisis crítico de la ciencia, y se puso énfasis en la sociología y la filosofía del Derecho. Sus pensadores adhirieron a principios generales con una amplia libertad para el pensamiento individual. Por esta razón, es observable una gran variedad de matices, que atenta contra el intento de identificar tesis filosóficas concretas. La escuela provee un camino hacia tendencias espiritualistas propias de los comienzos del siglo XX.